# Tour de Vendée 2015
Il Tour de Vendée 2015, quarantaquattresima edizione della corsa valida come evento del circuito UCI Europe Tour 2015 categoria 1.1 e come ultima prova della Coppa di Francia 2015, si svolse il 4 ottobre 2015 su un percorso totale di 201 km. La corsa si concluse in volata di gruppo e fu vinta dal francese Christophe Laporte, alla sua prima vittoria da professionista, che giunse al traguardo con il tempo di 5h01'13" alla media di 40,03 km/h, alle sue spalle il bulgaro Jaŭhen Hutarovič e al terzo posto il belga Thomas Sprengers.
All'arrivo a La Roche-sur-Yon 93 ciclisti completarono la gara.

## Squadre e corridori partecipanti
| N.    | Cod. | Squadra                     |
| ----- | ---- | --------------------------- |
| 1-8   | BSE  | Bretagne-Séché              |
| 11-18 | FDJ  | FDJ                         |
| 21-28 | EUC  | Team Europcar               |
| 31-36 | WGG  | Wanty-Groupe Gobert         |
| 41-48 | ALM  | AG2R La Mondiale            |
| 51-58 | COF  | Cofidis, Solutions Crédits  |
| 61-68 | CJR  | Caja Rural-Seguros RGA      |
| 71-76 | TSV  | Topsport Vlaanderen-Baloise |

| N.      | Cod. | Squadra                 |
| ------- | ---- | ----------------------- |
| 91-98   | AUB  | Auber 93                |
| 101-108 | CCD  | Differdange-Losch       |
| 111-118 | M13  | Team Marseille 13-KTM   |
| 121-127 | ROT  | Roth-Skoda              |
| 141-148 | MUR  | Murias Taldea           |
| 151-155 | RLM  | Roubaix-Lille Métropole |
| 161-168 | ADT  | Armée de Terre          |

## Ordine d'arrivo (Top 10)
| Pos. | Corridore           | Squadra      | Tempo    |
| ---- | ------------------- | ------------ | -------- |
| 1    | Christophe Laporte  | Cofidis      | 5h01'13" |
| 2    | Jaŭhen Hutarovič    | Bretagne     | s.t.     |
| 3    | Thomas Sprengers    | Topsport Vl. | s.t.     |
| 4    | Arnaud Démare       | FDJ          | s.t.     |
| 5    | Baptiste Planckaert | Roubaix      | s.t.     |
| 6    | David Menut         | Auber 93     | s.t.     |
| 7    | Marco Marcato       | Wanty        | s.t.     |
| 8    | Dylan Page          | Roth-Škoda   | s.t.     |
| 9    | Jonathan Hivert     | Bretagne     | s.t.     |
| 10   | Oliver Naesen       | Topsport Vl. | s.t.     |